# Carl Christian Hansen

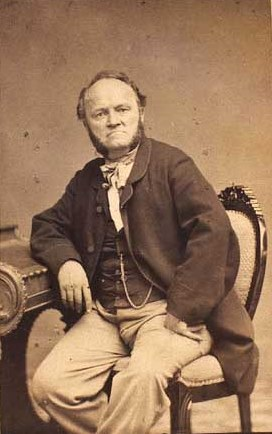
Carl Christian Hansen, Selbstporträt aus den 1860ern

Carl Christian Hansen (* 19. Dezember 1809 in Kopenhagen; † 1891) war ein dänischer Fotograf. Er gilt in Dänemark als Pionier auf seinem Gebiet.

## Leben
Carl Christian Hansens Vater war Konditor in Næstved, sein Bruder der spätere Porträtmaler Just Michael Hansen (* 25. August 1812 in Næstved; † 13. Juli 1891 in Slagelse). Aus Carl Christians Ehe mit Henriette Christiane Koch ging 1833 der Sohn Georg Emil und 1834 Sohn Niels Christian hervor. Nach dem Tod des Vaters 1836 übernahm Carl Christian dessen Geschäft.
Im Mai 1849 begann Hansen mit dem Dagurerreotypieren und offerierte seine Dienste als Porträt-Daguerreotypist in den Næstved Avis.
Hansen bildete in seinem Atelier den älteren Sohn Georg Emil im Daguerreotypieren aus, der dann von 1853 bis 1854 im (späteren) Deutschland die Herstellung von Fotografien nach Papierabzug erlernte und 1856 in Næstved ein eigenes Atelier eröffnete.
Hansens jüngerer Sohn Niels Christian hingegen absolvierte die Königlich Dänische Kunstakademie und wurde 1855 oder 1856 selbstständiger Porträtmaler.
Ab 1860 bot Carl Christian Hansen neben seinen bisherigen Daguerreotypien ebenfalls Fotografien als Papierabzug an.